# 欽ちゃん走るッ!
『欽ちゃん走るッ!』（きんちゃんはしるっ）は、1991年4月から9月まで、フジテレビ系列局で放送されたバラエティ番組。フジテレビの深夜番組放送枠『JOCX-TV2』で木曜25:10 - 25:40（JST）に放送された。

## 概要
萩本欽一が主演のコント番組。コントとコントの間には萩本欽一が「欽ちゃん走り」をするシーンがあり、一般公募で選ばれた人も登場していた。ダウンタウンの浜田雅功もこの番組の「欽ちゃん走り」に一度出演した事がある。
萩本欽一を中心に周囲の若者との会話で笑わせる寸劇が主な内容であり、視聴率は4%と深夜帯としてはまずまずの数字であった。
番組中期辺りから、萩本が色々な食事をとるコントが増える様になり、最後の収録時のカツ丼を食べ続けるコント内で「辛かったなぁ、この番組。この手の番組は半年が限界だな。」と愚痴をこぼしていた。
エンディングのクレジットタイトルは出演者のみが表示され、スタッフは集合写真シーンで「こんな奴ら」の表示つきで省略され、最後は他番組と同様に「制作著作　フジテレビ」と表示していた。プロデューサーは常田久仁子、ディレクターは三宅恵介、小林豊（現・テレビ静岡代表取締役社長）。

## 出演者
- 萩本欽一
- 車だん吉
- 重田千穂子
- 東貴博
- あめくみちこ
- 深沢邦之
- 鈴木佳子
- 関谷次朗
- 茂原裕子
- 欽ちゃん劇団
- 地井武男
- 藤村俊二
- 間寛平
- なつあつし（AKIKO）
- 高泉淳子
- 山口良一

## スタッフ
- 作・構成：秋房子 / パジャマ党
- 協力：千代田企画、ニユーテレス、フジアール
- ディレクター：三宅恵介、小林豊
- プロデューサー：常田久仁子[2]
- 制作著作：フジテレビ